# بين نيوتن
بين نيوتن (بالإنجليزية: Ben Newton)‏ هو لاعب كرة قدم أسترالية أسترالي، ولد في 8 أغسطس 1992.

## وصلات خارجية
- بين نيوتن على موقع AustralianFootball.com (الإنجليزية)
- بين نيوتن على موقع AFLtables.com (الإنجليزية)